# Колокольцов, Александр Александрович
Александр Александрович Колокольцов (15 сентября 1833, Вышневолоцкий уезд, Тверская губерния — 1 октября 1904, Санкт-Петербург) — генерал-лейтенант с состоянием по Адмиралтейству (1 января 1892 г.), полный генерал, то есть генерал по Адмиралтейству (28 марта 1904 года), участник плавания на фрегате «Паллада», экспедиции в Среднюю Азию и дальневосточных экспедиций.

## Биография
Родился в сельце Рождественское Вышневолоцкого уезда Тверской губернии (исчезнувший населённый пункт на юго-восточном берегу озера Кезадра, ныне Удомельский городской округ Тверской области) 15 сентября 1833 года. Крещён в церкви Рождества Христова села Кезадра. Воспитывался в Александровском корпусе Санкт-Петербурга с 26 февраля 1841 года, с 18 августа 1844 года в Морском кадетском корпусе, 18 августа 1850 года произведён в гардемарины, мичманом с 30 августа 1852 года. Зачислен в 23-й флотский экипаж, а затем в экипаж фрегата «Паллада». 3 ноября 1854 года произведен в чин лейтенанта.
В 1852—1855 годах фрегат «Паллада» под командованием капитан-лейтенант И. С. Унковского с дипломатической миссией вице-адмирала Евфимия Васильевича Путятина перешёл из Кронштадта к берегам Японии (Кореи, Филиппины) и оттуда в залив Де Кастри. Этот поход позднее описал Иван Александрович Гончаров в книге «Фрегат „Паллада“».
Затем Колокольцов на фрегате «Диана» (командир С. С. Лесовский) плавал у берегов Японии и после её крушения во время землетрясения и цунами 10 декабря 1854 года. С января 1855 Колокольцов А. А. руководил постройкой в японской бухте Хеда шхуны «Хеда», которая была спущена воду в апреле 1855 г. Лейтенант Колокольцов стал командиром этого судна.
После возвращения в Санкт-Петербург 14 декабря 1855 года назначен адъютантом к новому начальнику штаба Кронштадтского военного губернатора, которым стал Е. В. Путятин. В 1856 и в 1857 годах на корвете «Оливуца» перешёл из устья реки Амур в Кронштадт. В 1858 году командирован в Аральскую флотилию. В 1859 году плавал на барже в эскадре известного исследователя Аральского моря Алексея Ивановича Бутакова (его брат, Иван Иванович Бутаков, был на «Палладе» старшим офицером и позднее капитаном), нашёл фарватер реки Аму-Дарья. Участвовал в экспедиции в Хиву и Бухару.
В период 1859—1865 был командирован в Англию и Францию для надзора за строительством судов. 17 октября 1860 произведён в капитан-лейтенанты.

### Руководство Обуховским заводом
В ноябре 1864 года решением Императора Александра II был назначен начальником Обуховского сталелитейного завода в Санкт-Петербурге, который успешно возглавлял и расширял в соответствии с научно-техническим прогрессом (15 январь 1865 — апрель 1894 года).
Так, по предложению директора Обуховского завода А. А. Колокольцова в 1874 году впервые в России был применён лейнер как способ повышения живучести мощных орудий корабельной артиллерии.

### Звания
Капитан 2 ранга с 27 марта 1866 года, капитан 1 ранга с 29.06.1870 года. Флигель-адъютант с 4 апреля 1876 года, контр-адмирал с 30 августа 1882 года, генерал-лейтенант с 1 января 1892 года. Назначен членом адмиралтейств-совета с 17 апреля 1894, полный генерал (генералом по адмиралтейству) с 28 марта 1904 года.
Умер 1 октября 1904 года в Санкт-Петербурге. Похоронен на Никольском кладбище Александро-Невской лавры в Санкт-Петербурге вблизи часовни у центрального входа. Надгробие в виде большого и высокого креста из чёрного мрамора сохраняется, могила посещается потомками и родственниками.

## Семья
Из потомственных дворян Тверской губернии. Сын капитан-лейтенанта Александра Васильевича Колокольцова (1786-22.01.1850) и Марии Павловны (урожд. Титова), у которых родилось 11 детей. Венчались 17 февраля 1826 г. Его старший брат Николай был контр-адмиралом, в чине лейтенанта с отличием участвовал в Синопском сражении.
Был женат (с 3 июня 1864 года, венчался в селе Островно Вышневолоцкого уезда Тверской губ.) на Сеславиной Елене Николаевне и имел девять детей.

## Память
До 1961 года в Ленинграде была улица Колокольцовская (р-н Мурзинка-Рыбацкое), где до 1918 года находился его личный дом.
Его именем также назван мыс на полуострове Корея в Японском море. Мыс Колокольцова (Комальсаньдань) 41°46″ сев. широты, 129°51″ вост. долготы (на карты название наносится с искажением фамилии: мыс Колокольцева).

## В литературе
Трилогия: Николай Задорнов. Цунами. Хеда. Симода (романы). Кн. 1-3. — Москва: Советский писатель, 1980.